# セルフケア不足看護理論
セルフケア不足看護理論（セルフケアぶそくかんごりろん、Self-care deficit nursing theory）とは、ドロセア・オレムにより1959-2001年に開発された看護理論であり、オレム看護モデルとしても知られる。リハビリテーション、プライマリケアなど、患者の自立生活運動を支援する場において特によく用いられる。
この理論は、セルフケア理論、セルフケア不足理論、看護システム理論の3本柱より成り立っている。

## セルフケア要件
オレムは3タイプのセルフケア要件を明らかにしている。
- 普遍的セルフケア要件。全ての人間は共通のニーズを持っているとされる。
- 発達的セルフケア要件。人間の胎内から成人に至るまでの各ライフサイクルで、時期別に必要とされる。
- 健康逸脱に対するセルフケア要件。損傷・疾病を治療またはコントロールする

### 普遍的セルフケア要件
健康を保つために必要な、８つの普遍的セルフケア要件（The Universal Self-Care Requisites）は以下とされる。
1. 十分な空気摂取の維持
2. 十分な水分摂取の維持
3. 十分な食物摂取の維持
4. 排泄過程と排泄物に対するケアの維持
5. 活動と休憩のバランスの維持
6. 孤独と社会的相互作用の維持
7. 人間の生命・機能・安定に対する危険の予防
8. 人間の潜在能力、既知の能力制限、および正常でありたいという欲求に応じた、社会集団の中での人間の機能と発達の促進

看護者は、このそれぞれのセルフケアに対して、援助モデルを組み立てるとされる。

### 発達的セルフケア要件
発達的セルフケア要件について、オレムは次の２つの下位分類を上げている。
1. 生命過程を支え、発達過程を促進する状態、すなわち人間構造のより高いレベルでの組織化と、各期間における成熟に向けての人間の進歩を促進し、維持する。
2. 人間の発達を阻害する可能性のある状態に対するケアの提供。
  1. そのような状態による有害な影響の発生を、予防するためのケアの提供
  2. そのような状態を和らげたり、克服するためのケアの提供

たとえばオレムは、教育剥奪、社会的適応の問題、健全な個性化の失敗、親族・友人・同僚の喪失、財産喪失・職業的安全の喪失、未知の環境への突然の転入、地位に関連した問題、不健康もしくは廃疾、苦しい生活状態、末期疾患及び差し迫った死、などを挙げている。

### 健康逸脱に対するセルフケア要件
疾病または障害によって生じるニードである

## セルフケア不足
個人が自身のセルフケア要件を満たせないとき、「セルフケア不足」が発生する。看護者はこれを発見し、必要に応じて援助するとされる。

## 看護システム
患者のセルフケア不足を援助する視点に立って、看護システムは以下の３タイプに分類するとされる。
- 全代償的看護システム（Total Compensation）
- 一部代償的看護システム（Partial Compensation）
- 支持・教育的看護システム（Educative/Supportive）

たとえば昏睡患者に対しては全代償的看護システムが適用されるとされる。